# Pilar López de Ayala
Pour les articles homonymes, voir López de Ayala, López et Ayala.
Pilar López de Ayala, née à Madrid, le 18 septembre 1978 est une actrice espagnole de cinéma des années 2000.

## Biographie
Elle est réellement découverte dans Juana la Loca de Vicente Aranda en 2001, où son interprétation mémorable de Jeanne la Folle lui vaut la Coquille d'argent à Saint-Sébastien et le Goya de la meilleure actrice.
Durant les années 2000, elle multiplie les rôles les plus divers, traversant les époques - du Siècle d'or dans Capitaine Alatriste ou Lope à la Guerre d'Espagne dans Las 13 rosas - et les frontières - jouant à Strasbourg dans Dans la ville de Sylvia, à Paris dans Comme les autres ou à Buenos Aires dans Medianeras. Elle devient un visage incontournable, aussi bien dans des films populaires à gros budget que dans des films d'auteurs tels José Luis Guerín et Manoel de Oliveira. Elle est également connue pour avoir travaillé pour des séries de télévision comme Menudo es mi padre, dirigée par Manuel Valdivia et Guillermo F. Groizard.
Durant les années 2010, elle se fait plus discrète, voyage (notamment en Amérique latine) et étudie deux ans l'Histoire de l'Art à Los Angeles. Elle prépare actuellement un film en Italie d'après le Manuscrit trouvé à Saragosse (Agadah d'Alberto Rondalli), et un autre en Patagonie chilienne (Blanco en blanco de Théo Court), confirmant son statut d'actrice internationale.

## Filmographie

### Cinéma
- 2000 : Báilame el agua de Josetxo San Mateo : María
- 2001 : Juana la Loca de Vicente Aranda : Jeanne la Folle
- 2004 : Le Pont du roi Saint-Louis (The Bridge of San Luis Rey) de Mary McGuckian : La Perricholi
- 2005 : Obaba, le village du lézard vert (Obaba) de Montxo Armendáriz : l'institutrice
- 2006 : Bienvenido a casa de David Trueba : Eva
- 2006 : Capitaine Alatriste (Alatriste) d'Agustín Díaz Yanes : la femme de Malatesta
- 2007 : Dans la ville de Sylvia (En la ciudad de Sylvia) de José Luis Guerín : Elle
- 2007 : Las 13 rosas d'Emilio Martínez-Lázaro : Blanca Brisac Vázquez, l'une des Treize Roses
- 2008 : Comme les autres de Vincent Garenq  : Fina
- 2008 : Solo quiero caminar d'Agustín Díaz Yanes : Paloma Molina
- 2010 : L'Étrange Affaire Angélica (O estranho caso de Angélica) de Manoel de Oliveira : Angélica
- 2010 : Lope d'Andrucha Waddington : Elena Osorio
- 2011 : Medianeras de Gustavo Taretto : Mariana
- 2011 : Intruders de Juan Carlos Fresnadillo : Luisa

### Télévision
- 1996 : Yo, una mujer : Aranua
- 1996 : Menudo es mi padre
- 1997 : Al salir de clase : Carlota Chacón
- 2000 : Relaciones dificiles (Hospital Central) : Mamen